# Mickey Joseph
Robert L. "Mickey" Joseph (Marrero, 5 marzo 1968) è un allenatore di football americano statunitense.
Dopo aver giocato per una squadra universitaria statunitense e non essere riuscito a causa di un infortunio ad entrare nel roster attivo degli Hamilton Tiger-Cats diventa allenatore di squadre di college e di high school, ottenendo nel 2011 il ruolo di allenatore dei runningback della nazionale statunitense.

## Palmarès
- 1 Mondiale (2011)